# Elpidifor Chirilov
Elpidifor Chirilov (n. 8 octombrie 1883, Șipca, Imperiul Rus – d. 27 noiembrie 1964, Odesa, RSS Ucraineană, URSS) a fost un fizician și doctor în științe fizico-matematice, originar din Basarabia, activ în Uniunea Sovietică.

## Biografie
S-a născut în satul Șipca, aflat în prezent în raionul Șoldănești, Republica Moldova, pe atunci parte a ținutului Orhei, Gubernia Basarabia, Imperiul Rus.
A absolvit Universitatea Novorossisk din Odesa în 1907. Și-a petrecut întreaga carieră academică la această universitate. Din 1921, a fost șeful catedrei de fizică experimentală, iar din 1926, directorul Institutului de Fizică. A fost membru al PCUS.

## Activitate științifică
Cercetările sale s-au axat pe optică, în special asupra proprietăților optice și fotoelectrice ale halogenurilor de argint și asupra efectului fotoelectric intern.
În 1930, Chirilov a descoperit efectul fotoelectric negativ — fenomen caracterizat prin reducerea intensității curentului electric sub acțiunea luminii. A studiat spectrul acestui efect și a demonstrat legătura dintre acesta și formarea unei imagini ascunse, stabilind o conexiune între procesele fotoelectrice și cele fotochimice.
Între 1946–1953, a realizat un ciclu de cercetări asupra spectrelor de absorbție ale straturilor subțiri de argint haloid, slab colorate sub acțiunea luminii. A descoperit structura fină a benzilor de absorbție corespunzătoare imaginii ascunse și coloranților fotochimici.

## Distincții
- Premiul de Stat al URSS (1952), pentru cercetarea structurii fine a spectrului de absorbție al argintului colorat fotochimic
- Ordinul Lenin
- Alte ordine și medalii sovietice
- Om de știință emerit al Ucrainei Sovietice

## Lucrări
- Structura fină a spectrului de absorbție a argintului haloid colorat fotochimic, Moscova, Editura AȘ a URSS, 1954
- Revista fotografiei științifice și aplicate și a cinematografiei, 1959, vol. 4, fasc. 3